# Christian David Alexander von Heermann
Christian David Alexander Heermann, später von Heermann (* 5. März 1777 in Lotenberg; † 16. Oktober 1849 in Stuttgart; Nobilitierung unbekannt) war Prälat und Generalsuperintendent von Schwäbisch Hall und Ludwigsburg.
Heermann wurde am 7. November 1793 an der Universität Tübingen immatrikuliert. Er erlangte dort am 2. Januar 1795 den Bakkalaureusgrad und am 28. September 1797 den Magistergrad. Von 1795 war er im Tübinger Stift Stipendiat. Ab 1800 war er Vikar in Stuttgart, bevor er 1802 eine Stellung als Bibliothekar und ab 1803 zudem als Repetent am Tübinger Stift annahm. 1805 erfolgte die Ernennung zum Professor am Evangelisch-Theologischen Seminar Blaubeuren, 1810 zum Professor am Evangelisch-Theologischen Seminar Schöntal. 1807 heiratete Heermann die Tochter des Jakob Friedrich von Abel, die Frederike Abel.
1824 wurde er Dekan in Schorndorf, 1841 Prälat und Generalsuperintendent von Schwäbisch Hall. Im selben Jahr wurde Heermann zum Prälat und Generalsuperintendenten von Ludwigsburg ernannt. In dieser Funktion war er von 1841 bis zum Eintritt in den Ruhestand 1848 Abgeordneter der Zweiten Kammer des Württembergischen Landtags.